# Parapyrenis aurora
Parapyrenis aurora är en svampart som först beskrevs av Alexander Zahlbruckner, och fick sitt nu gällande namn av Aptroot 1991. Parapyrenis aurora ingår i släktet Parapyrenis och familjen Requienellaceae.   Inga underarter finns listade i Catalogue of Life.